# Эшапоран
Эшапоран (порт. Echaporã) — муниципалитет в Бразилии, входит в штат Сан-Паулу. Составная часть мезорегиона Марилия. Входит в экономико-статистический микрорегион Марилия. Население составляет 7203 человека на 2006 год. Занимает площадь 514,587 км². Плотность населения — 14,0 чел./км².

## История
Город основан 30 ноября 1938 года.

## Статистика
- Валовой внутренний продукт на 2003 составляет 62.088.009,00 реалов (данные: Бразильский институт географии и статистики).
- Валовой внутренний продукт на душу населения на 2003 составляет 8.830,61 реалов (данные: Бразильский институт географии и статистики).
- Индекс развития человеческого потенциала на 2000 составляет 0,780 (данные: Программа развития ООН).

## География
Климат местности: субтропический. В соответствии с классификацией Кёппена, климат относится к категории Cfb.